# Sigurjón Pétursson
Sigurjón Pétursson (* 9. März 1888 in Reykjavík; † 3. Mai 1955 ebenda) war ein isländischer Ringer.

## Biografie
Bei den Olympischen Sommerspielen 1912 in Stockholm schied Sigurjón Pétursson in der fünften Runde der Klasse bis 82,5 kg im griechisch-römischen Stil aus. Zudem trat er in der Demonstrationssportart Glíma an, wo er den zweiten Platz belegte. Bereits bei den Olympischen Sommerspielen 1908 hatte er in dieser Sportart teilgenommen.
1946 war er Besitzer einer Textilfabrik am Álafoss.